# Armenia (journal)
Pour les articles homonymes, voir Armenia.
Armenia (arménien : Արմենիա) est un journal hebdomadaire en langue arménienne fondé par Meguerditch Portoukalian et publié entre 1885 et 1923.

## Historique
Armenia est publié pour la première fois le 1er août 1885 à Marseille par Meguerditch Portoukalian.
Le journal s'intéresse à la situation de l'Arménie occidentale et encourage le mouvement de libération nationale arménien qui, selon lui, ne devrait pas s'appuyer sur les grandes puissances européennes car elles ont des ambitions coloniales dans l'Empire ottoman, mais sur l'autodéfense de la paysannerie. Il publie des articles consacrés aux Arméniens de l'Empire ottoman, qu'ils vivent dans les six vilayets ou ailleurs, notamment à Constantinople. Il est diffusé clandestinement dans le pays ainsi que dans le Caucase.
Armenia est aussi lié aux communautés arméniennes disséminées dans le monde, notamment celles d'Inde, d’Égypte, de Grèce, de Russie, de France, d'Autrice, etc.
En matière de politique, le journal sert d'organe au parti Arménagan, aussi fondé par Meguerditch Portoukalian à Van en 1885 avant son exil en France.
Armenia accueille favorablement la révolution russe de 1905, y voyant la naissance d'une Russie populaire. Concernant l'Empire ottoman, les articles consacrés aux Jeunes-Turcs qui émergent lors d'une révolution en 1908 sont au début impartiaux ; puis, à mesure que les desseins de ce parti à l'égard des Arméniens se révélèrent, Armenia devint beaucoup plus critique.
Le journal publie aussi dans ses colonnes des articles consacrés à l'histoire ou aux arts arméniens.
Yéghiché Torossian prend la suite de Meguerditch Portoukalian en tant que rédacteur-en-chef après la mort de ce dernier à partir du numéro du 12 octobre 1921.
Armenia disparaît avec le numéro du 25 juillet 1923.